# آردسلی (پنسیلوانیا)
آردسلی (به انگلیسی: Ardsley) یک منطقهٔ مسکونی در ایالات متحده آمریکا است که در ناحیه ابینگتون، شهرستان مونتگومری، پنسیلوانیا واقع شده‌است. آردسلی ۸۸٫۰۹ متر بالاتر از سطح دریا قرار دارد.